# Knudsgilde (Flensborg)
Knudsgildet i Flensborg er et af flere danske Knudsgilder, som blev oprettet i middelalderens Danmark. Gildet blev oprettet af flensborgske købmænd i 1200-tallet efter forebilledet af Knudsgildet i Slesvig by. Gildet i Flensborg var opkaldt efter den sønderjyske grænsejarl Knud Lavard. I Vor Frue Kirken ved Nørretorvet havde knudsgildet et eget alter.
I Flensborg eksisterede i den sidste tid inden reformationen flere gilder. Blandt dem var Kalanden (et gilde af flensborgske gejstlige, også dronning Margrete var medlem), St. Knudsgildet, St. Marie-købmandsgildet, St. Nikolaigildet, St. Gertrudsgildet, St. Laurentiusgildet og det store og lille St. Johannisgilde. Med reformationen opløstes de fleste gilder og deres altre blev af Christian 2. givet kirkerne i eje. I midten af 1500-tallet holdt også Knudsgildet i Flensborg op med at eksistere.
I 1640 oprettes imidlertid St. Johannis skyttelav, hvoraf det nuværende Sankt Knudsgilde blev dannet i 1844, som nu viderefører traditionen fra det middelalderlige købmandsgilde af samme navn . I 1844 byggede Johann Kruse ny skydebane og skyttehus ved Helligvandsgangen (Hillig-Water Gang), der blev kaldt Knudsborg. I 1853 talte gildet igen 80 brødre. Også kong Frederik 8. var medlem.
Hvert år den 25. juni marcherer gildebrødre gennem byen op til Knudsborgen.